# Pierre-Christophe Régis Bouchetal-Laroche
Pour les articles homonymes, voir Laroche.
Pierre-Christophe Régis Bouchetal-Laroche est un homme politique français né le 29 novembre 1798 à Saint-Bonnet-le-Château (Loire) et décédé le 9 octobre 1879 à Saint-Bonnet-le-Château.
Conseiller de préfecture, puis conseiller général, maire de Saint-Bonnet-le-Château, il est député de la Loire de 1852 à 1870, siégeant dans la majorité soutenant le Second Empire.

## Sources
- « Pierre-Christophe Régis Bouchetal-Laroche », dans Adolphe Robert et Gaston Cougny, Dictionnaire des parlementaires français, Edgar Bourloton, 1889-1891 [détail de l’édition]